# Reprezentacja Danii w piłce nożnej mężczyzn
Reprezentacja Danii w piłce nożnej (duń. Danmarks herre-fodboldlandshold or herrelandsholdet) – męska drużyna sportowa piłki nożnej, reprezentująca Królestwo Danii w meczach i turniejach międzynarodowych, powoływana przez selekcjonera reprezentacji, w której mogą występować wyłącznie zawodnicy posiadający obywatelstwo duńskie. Za jej funkcjonowanie odpowiedzialna jest Duńska Unia Piłkarska (DBU). 
Od 1904 roku należy do FIFA, a od 1954 do UEFA.
Domowe spotkania Duńczycy rozgrywają na stadionie Parken w Kopenhadze, należącym na co dzień do lokalnego klubu FC København. Selekcjonerem reprezentacji od 24 października 2024 jest Brian Riemer.

## Historia
Reprezentacja Danii w Mistrzostwach Świata zadebiutowała dopiero w 1986 roku. W eliminacjach do tego turnieju zajęła ona pierwsze miejsce w swojej grupie eliminacyjnej (ZSRR, Szwajcaria, Irlandia, Norwegia) z dorobkiem jedenastu punktów. W Meksyku po zwycięstwach ze Szkocją (1:0), Urugwajem (6:1) i RFN (2:0) wyszła z pierwszego miejsca w swojej grupie z sześcioma punktami (za zwycięstwo przyznawano dwa punkty). W 1/8 finału Duńczycy ulegli Hiszpanom (1:5) i pożegnali się z turniejem.
Na awans do kolejnych mistrzostw świata musieli czekać 12 lat. W eliminacjach do francuskiego mundialu również zajęli oni pierwsze miejsce w swojej grupie eliminacyjnej (Chorwacja, Grecja, Bośnia i Hercegowina, Słowenia) z siedemnastoma punktami w ośmiu meczach. Na samym turnieju zagrali oni w grupie C razem z gospodarzem turnieju Francją, RPA, oraz Arabią Saudyjską. Po jednym zwycięstwie (z Arabią Saudyjską 1:0), jednym remisie (1:1 z RPA), oraz jednej porażce (z Francją 1:2) z czterema punktami awansowali oni z drugiego miejsca do 1/8 finału. W tej jazie rozgrywek spotkali się z reprezentacją Nigerii, którą pewnie pokonali (4:1). Następnie w ćwierćfinale los skojarzył ich z Brazylią, z którą Duńczycy przegrali (2:3) i odpadli z turnieju.
Cztery lata później Duńczykom udało się zakwalifikować na Mistrzostwa Świata w Korei i Japonii w 2002 roku. Znów okazali się oni bezkonkurencyjni w swojej grupie eliminacyjnej (Czechy, Bułgaria, Islandia, Irlandia Północna, Malta) zajmując w niej pierwsze miejsce z dwudziestoma dwoma punktami w dziesięciu spotkaniach. Na koreańsko-japońskich boiskach przyszło im grać w grupie A razem z Senegalem, Urugwajem i Francją. Zajęli w niej pierwsze miejsce z siedmioma punktami po dwóch zwycięstwach (z Urugwajem 2:1, oraz Francją 2:0) i jednym remisie (z Senegalem 1:1). Awansowali tym samym do 1/8 finału. W tej fazie rozgrywek trafili na reprezentację Anglii z którą przegrali 0:3 i odpadli z turnieju.
Ponownie udało im się awansować dopiero osiem lat później, na Mistrzostwa Świata 2010 w RPA. W swojej grupie eliminacyjnej (Portugalia, Szwecja, Węgry, Albania, Malta) znów zajęli pierwsze miejsce z dorobkiem dwudziestu jeden punktów po sześciu zwycięstwach, trzech remisach i jednej porażce w dziesięciu meczach.
Na mundialu w RPA Duńczycy trafili do grupy E razem z Holandią, Japonią i Kamerunem. Jednak po jednym zwycięstwie (z Kamerunem 2:1), oraz dwóch porażkach (z Holandią 0:2 i Japonią 1:3) z trzema punktami na koncie zajęli trzecie miejsce i odpadli z turnieju.
W eliminacjach do rosyjskiego czempionatu reprezentacja Danii grała w grupie E razem z Polską, Czarnogórą, Rumunią, Armenią i Kazachstanem. Zajęła w niej drugie miejsce z 20 punktami na koncie po sześciu zwycięstwach, dwóch remisach i dwóch porażkach. Dało jej to prawo gry w barażach o awans w których Skandynawowie trafili na ekipę Irlandii. Pierwszy mecz w Kopenhadze zakończył się bezbramkowym remisem. Drugi w Dublinie Duńczycy wygrali 5:1 co pozwoliło im awansować na mundial po raz pierwszy od 2010 roku. Na mistrzostwach 2018 w Rosji Duńczycy grali w grupie C razem z Francją, Australią i Peru. Po wygranej (1:0) z Peruwiańczykami i dwóch remisach (z Australią 1:1 i Francją 0:0) z pięcioma punktami zajęli drugie miejsce w grupie i awansowali do 1/8 finału. W tej fazie turnieju rywalem ekipy ze Skandynawii była reprezentacja Chorwacji. Duńczycy przegrali jednak to spotkanie dopiero po serii rzutów karnych 2:3 (po 90 minutach i dogrywce 1:1) i odpadli z turnieju.
Na Mistrzostwach Europy Duńczycy zadebiutowali w 1964 roku, zajmując w nich czwarte miejsce po przegranej z Węgrami (3:1) w dogrywce. Na występ w kolejnych musieli czekać 20 lat. W 1984 roku reprezentacja Danii osiągnęła półfinał tych rozgrywek, wygrywając najpierw dwa mecze w swojej grupie (z Jugosławią 5:0 i Belgią 3:2), w jednym ponosząc minimalną porażkę (0:1 z Francją). Później z kolei przegrywając z Hiszpanami dopiero po rzutach karnych stosunkiem 4:5.
Cztery lata później, choć awansowali oni na Euro 88 z pierwszego miejsca w swojej grupie eliminacyjnej (Czechosłowacja, Walia, Finlandia) to ich występ był wielkim rozczarowaniem. Zajęli oni ostatnie miejsce w grupie z zerowym dorobkiem punktowym po trzech spotkaniach i odpadli z turnieju.
W kolejnych eliminacjach, do Mistrzostw Europy 1992, Dania zajęła drugie miejsce w grupie za Jugosławią. Jednak w ramach sankcji ONZ, UEFA wykluczyła Jugosławię (za prowadzenie działań wojennych w Bośni) a jej miejsce zajęli Duńczycy. Piłkarze, których powołano z urlopów wywalczyli tytuł Mistrzów Europy, pokonując po drodze obrońców tytułu - Holendrów oraz Mistrzów Świata – Niemców.
Od tego czasu w mistrzostwach Europy Duńczycy tylko raz przebrnęli przez fazę grupową (w 2004 roku), osiągając w nich ćwierćfinał po zwycięstwie z Bułgarią (2:0) oraz dwóch remisach z Włochami (0:0) i Szwecją (2:2) w pierwszej fazie tych mistrzostw, oraz przegranej z Czechami (0:3). Trzykrotnie zaś kończyli na niej udział (1996, 2000, 2012), lub w ogóle nie kwalifikowali się do turnieju głównego (2008, 2016).
Piłkarze duńscy to również trzykrotni srebrni medaliści Letnich Igrzysk Olimpijskich z 1908, 1912, i 1960 roku  oraz brązowi medaliści Letnich Igrzysk Olimpijskich z 1948 roku. To także zwycięzcy Pucharu Konfederacji z 1995 roku (w finale tych rozgrywek pokonali 2:0 Argentynę).

## Skład
26-osobowa kadra na Mistrzostwa Europy 2020, które odbywają się w dniach 11 czerwca 2021–11 lipca 2021. Występy i gole aktualne na 13 czerwca 2021.
| Nr         | Imię i nazwisko      | Data urodzenia      | Występy   | Gole      | Obecny klub       |
| Bramkarze  | Bramkarze            | Bramkarze           | Bramkarze | Bramkarze | Bramkarze         |
| ---------- | -------------------- | ------------------- | --------- | --------- | ----------------- |
| 1          | Kasper Schmeichel    | 5 listopada 1986    | 66        | 0         | Leicester City    |
| 16         | Jonas Lössl          | 1 lutego 1989       | 1         | 0         | Midtjylland       |
| 22         | Frederik Rønnow      | 4 sierpnia 1992     | 8         | 0         | Schalke 04        |
| Obrońcy    |                      |                     |           |           |                   |
| 2          | Joachim Andersen     | 31 maja 1996        | 5         | 0         | Fulham            |
| 3          | Jannik Vestergaard   | 3 sierpnia 1992     | 23        | 1         | Southampton       |
| 4          | Simon Kjær (kapitan) | 26 marca 1989       | 108       | 3         | AC Milan          |
| 5          | Joakim Mæhle         | 20 maja 1997        | 11        | 2         | Atalanta BC       |
| 6          | Andreas Christensen  | 10 kwietnia 1996    | 42        | 1         | Chelsea           |
| 13         | Mathias Jørgensen    | 23 kwietnia 1990    | 35        | 2         | Kopenhaga         |
| 17         | Jens Stryger Larsen  | 21 lutego 1991      | 37        | 2         | Udinese Calcio    |
| 26         | Nicolai Boilesen     | 16 lutego 1992      | 20        | 1         | Kopenhaga         |
| Pomocnicy  |                      |                     |           |           |                   |
| 7          | Robert Skov          | 20 maja 1996        | 10        | 5         | 1899 Hoffenheim   |
| 8          | Thomas Delaney       | 3 października 1991 | 55        | 5         | Borussia Dortmund |
| 10         | Christian Eriksen    | 14 lutego 1992      | 109       | 36        | Inter Mediolan    |
| 15         | Christian Nørgaard   | 10 marca 1994       | 4         | 0         | Brentford         |
| 18         | Daniel Wass          | 31 maja 1989        | 31        | 0         | Valencia          |
| 23         | Pierre Højbjerg      | 5 sierpnia 1995     | 42        | 4         | Tottenham Hotspur |
| 24         | Mathias Jensen       | 1 stycznia 1996     | 7         | 1         | Brentford         |
| 25         | Anders Christiansen  | 8 czerwca 1990      | 4         | 0         | Malmö FF          |
| Napastnicy |                      |                     |           |           |                   |
| 9          | Martin Braithwaite   | 5 czerwca 1991      | 51        | 9         | Barcelona         |
| 11         | Andreas Skov Olsen   | 29 grudnia 1999     | 7         | 3         | Bologna 1909      |
| 12         | Kasper Dolberg       | 6 października 1997 | 26        | 7         | OGC Nice          |
| 14         | Mikkel Damsgaard     | 3 lipca 2000        | 3         | 2         | UC Sampdoria      |
| 19         | Jonas Wind           | 7 lutego 1999       | 8         | 3         | Kopenhaga         |
| 20         | Yussuf Poulsen       | 15 czerwca 1994     | 55        | 8         | RB Lipsk          |
| 21         | Andreas Cornelius    | 16 marca 1993       | 29        | 6         | Parma Calcio      |

## Sztab szkoleniowy
Opracowano na podstawie:
| Funkcja                         | Imię i nazwisko  |
| ------------------------------- | ---------------- |
| Selekcjoner                     | Brian Riemer     |
| Asystent                        | Daniel Agger     |
| Asystent                        | Morten Wieghorst |
| Asystent                        | Lars Knudsen     |
| Trener bramkarzy                | Kim Christensen  |
| Trener przygotowania fizycznego | Chris Haslam     |
| Trener przygotowania fizycznego | Christian Clarup |
| Kierownik sportowy              | Peter Möller     |

## Rekordziści

### Najwięcej występów w kadrze
| Lp. | Nazwisko          | Mecze | Bramki | Lata gry w kadrze |
| --- | ----------------- | ----- | ------ | ----------------- |
| 1.  | Christian Eriksen | 140   | 43     | 2010–             |
| 2   | Simon Kjær        | 132   | 5      | 2009–2024         |
| 3   | Peter Schmeichel  | 129   | 1      | 1987–2001         |
| 4.  | Dennis Rommedahl  | 126   | 21     | 2000–2013         |
| 5.  | Jon Dahl Tomasson | 112   | 52     | 1997–2010         |
| 6.  | Kasper Schmeichel | 111   | 0      | 2013–             |
| 7.  | Thomas Helveg     | 108   | 2      | 1994–2007         |
| 8.  | Michael Laudrup   | 104   | 37     | 1982–1998         |
| 9.  | Morten Olsen      | 102   | 4      | 1970–1989         |
| 9.  | Martin Jørgensen  | 102   | 12     | 1998–2011         |

Aktualizacja: 17 lutego 2025

### Najwięcej goli w kadrze
| Lp. | Nazwisko          | Bramki | Mecze | Średnia | Lata gry w kadrze |
| --- | ----------------- | ------ | ----- | ------- | ----------------- |
| 1.  | Poul Nielsen      | 52     | 38    | 1.37    | 1910–1925         |
| 1.  | Jon Dahl Tomasson | 52     | 112   | 0.46    | 1997–2010         |
| 3.  | Pauli Jørgensen   | 44     | 47    | 0.94    | 1925–1939         |
| 4.  | Christian Eriksen | 43     | 140   | 0.31    | 2010–             |
| 5.  | Ole Madsen        | 42     | 50    | 0.84    | 1958–1969         |
| 6.  | Preben Elkjær     | 38     | 69    | 0.55    | 1977–1988         |
| 7.  | Michael Laudrup   | 37     | 104   | 0.36    | 1982–1998         |
| 8.  | Nicklas Bendtner  | 30     | 81    | 0.37    | 2006–2018         |
| 9.  | Henning Enoksen   | 29     | 54    | 0.54    | 1958–1966         |
| 10. | Michael Rohde     | 22     | 40    | 0.55    | 1915–1931         |
| 10. | Ebbe Sand         | 22     | 66    | 0.33    | 1998–2004         |

Aktualizacja: 17 lutego 2025

## Trenerzy reprezentacji Danii
| Charlie Williams             | 1908–1910 | 4   | 3  | 0  | 1  | 75.0% |
| Axel Andersen Byrval         | 1913–1918 | 16  | 14 | 1  | 1  | 87.5% |
| Komitet trenerów             | 1920–1956 | 19  | 10 | 3  | 6  | 52.6% |
| Arne Sørensen                | 1956–1961 | 42  | 21 | 8  | 13 | 50.0% |
| Poul Petersen                | 1962–1966 | 47  | 17 | 8  | 22 | 36.2% |
| Komitet trenerów             | 1967–1969 | 28  | 13 | 4  | 11 | 46.4% |
| Rudi Strittich               | 1970–1975 | 61  | 20 | 11 | 30 | 32.8% |
| Kurt Nielsen                 | 1976–1979 | 31  | 13 | 6  | 12 | 41.9% |
| Sepp Piontek                 | 1979–1990 | 115 | 52 | 24 | 39 | 45.2% |
| Richard Møller Nielsen       | 1990–1996 | 73  | 40 | 18 | 15 | 54.8% |
| Bo Johansson                 | 1996–2000 | 40  | 17 | 9  | 14 | 42.5% |
| Morten Olsen                 | 2000–2015 | 167 | 80 | 43 | 44 | 47.9% |
| Åge Hareide                  | 2016–2020 | 40  | 20 | 15 | 5  | 50.0% |
| Kasper Hjulmand              | 2020–2024 | 55  | 33 | 8  | 14 | 60.0% |
| Lars Knudsen                 | 2024      | 4   | 2  | 1  | 1  | 50.0% |
| Brian Riemer                 | 2024–     | 0   | 0  | 0  | 0  | -%    |
| stan na 31 października 2024 |           |     |    |    |    |       |

## Udział w międzynarodowych turniejach

### Mistrzostwa świata
| 1930 | Nie brała udziału       | Nie brała udziału       |
| 1934 | Nie brała udziału       | Nie brała udziału       |
| 1938 | Nie brała udziału       | Nie brała udziału       |
| 1950 | Nie brała udziału       | Nie brała udziału       |
| 1954 | Nie brała udziału       | Nie brała udziału       |
| 1958 | Nie zakwalifikowała się | Nie zakwalifikowała się |
| 1962 | Nie brała udziału       | Nie brała udziału       |
| 1966 | Nie zakwalifikowała się | Nie zakwalifikowała się |
| 1970 | Nie zakwalifikowała się | Nie zakwalifikowała się |
| 1974 | Nie zakwalifikowała się | Nie zakwalifikowała się |
| 1978 | Nie zakwalifikowała się | Nie zakwalifikowała się |
| 1982 | Nie zakwalifikowała się | Nie zakwalifikowała się |
| 1986 | Awans                   | 1/8 finału              |
| 1990 | Nie zakwalifikowała się | Nie zakwalifikowała się |
| 1994 | Nie zakwalifikowała się | Nie zakwalifikowała się |
| 1998 | Awans                   | Ćwierćfinał             |
| 2002 | Awans                   | 1/8 finału              |
| 2006 | Nie zakwalifikowała się | Nie zakwalifikowała się |
| 2010 | Awans                   | Faza grupowa            |
| 2014 | Nie zakwalifikowała się | Nie zakwalifikowała się |
| 2018 | Awans                   | 1/8 finału              |
| 2022 | Awans                   | Faza grupowa            |

### Mistrzostwa Europy
| 1960 | Nie zakwalifikowała się | Nie zakwalifikowała się |
| 1964 | Awans                   | IV miejsce              |
| 1968 | Nie zakwalifikowała się | Nie zakwalifikowała się |
| 1972 | Nie zakwalifikowała się | Nie zakwalifikowała się |
| 1976 | Nie zakwalifikowała się | Nie zakwalifikowała się |
| 1980 | Nie zakwalifikowała się | Nie zakwalifikowała się |
| 1984 | Awans                   | III/IV miejsce          |
| 1988 | Awans                   | Faza Grupowa            |
| 1992 | Awans                   | Mistrzostwo             |
| 1996 | Awans                   | Faza grupowa            |
| 2000 | Awans                   | Faza Grupowa            |
| 2004 | Awans                   | Ćwierćfinał             |
| 2008 | Nie zakwalifikowała się | Nie zakwalifikowała się |
| 2012 | Awans                   | Faza Grupowa            |
| 2016 | Nie zakwalifikowała się | Nie zakwalifikowała się |
| 2020 | Awans                   | III/IV Miejsce          |
| 2024 | Awans                   | 1/8 finału              |

### Puchar Konfederacji
| Udział w pucharze konfederacji | Udział w pucharze konfederacji | Udział w pucharze konfederacji |
| Rok                            | Kwalifikacje                   | Wynik                          |
| ------------------------------ | ------------------------------ | ------------------------------ |
| 1992                           | Nie zakwalifikowała się        | Nie zakwalifikowała się        |
| 1995                           | Awans                          | Mistrzostwo                    |
| 1997                           | Nie zakwalifikowała się        | Nie zakwalifikowała się        |
| 1999                           | Nie zakwalifikowała się        | Nie zakwalifikowała się        |
| 2001                           | Nie zakwalifikowała się        | Nie zakwalifikowała się        |
| 2003                           | Nie zakwalifikowała się        | Nie zakwalifikowała się        |
| 2005                           | Nie zakwalifikowała się        | Nie zakwalifikowała się        |
| 2009                           | Nie zakwalifikowała się        | Nie zakwalifikowała się        |
| 2013                           | Nie zakwalifikowała się        | Nie zakwalifikowała się        |
| 2017                           | Nie zakwalifikowała się        | Nie zakwalifikowała się        |

#### Mistrzostwo Europy 1992
Dania w eliminacjach do Mistrzostw Europy '92 zajęła drugie miejsce w grupie za Jugosławią. Jednak w ramach sankcji ONZ, UEFA wykluczyła Jugosławię (za prowadzenie działań wojennych w Bośni) a jej miejsce zajęła Dania. Piłkarze, których powołano z urlopów wywalczyli tytuł mistrza Europy.
MECZE GRUPOWE:
* 11 czerwca, Malmö:  Anglia 0−0
* 14 czerwca, Sztokholm:  Szwecja 0−1 (Brolin)
* 17 czerwca, Malmö:  Francja 2−1 (Larsen, Elstrup – Papin)
PÓŁFINAŁ:
* 22 czerwca, Göteborg:  Holandia 2−2, karne 5−4 (Larsen 2 – Bergkamp, Rijkaard)
FINAŁ:
* 26 czerwca, Göteborg:  Niemcy 2−0 (Jensen, Vilfort)

## Eliminacje doMistrzostw Świata w Piłce Nożnej 2014

### Grupa B
| Lp. | Drużyna  | M  | Mecze | Mecze | Mecze | Bramki | Bramki | Bramki | Pkt |
| Lp. | Drużyna  | M  | W     | R     | P     | +      | −      | +/−    | Pkt |
| --- | -------- | -- | ----- | ----- | ----- | ------ | ------ | ------ | --- |
| 1.  | Włochy   | 10 | 6     | 4     | 0     | 19     | 9      | +10    | 22  |
| 2.  | Dania    | 10 | 4     | 4     | 2     | 17     | 12     | +5     | 16  |
| 3.  | Czechy   | 10 | 4     | 3     | 3     | 13     | 9      | +4     | 15  |
| 4.  | Bułgaria | 10 | 3     | 4     | 3     | 14     | 9      | +5     | 13  |
| 5.  | Armenia  | 10 | 4     | 1     | 5     | 12     | 13     | −1     | 13  |
| 6.  | Malta    | 10 | 1     | 0     | 9     | 5      | 28     | −23    | 3   |

|          | Włochy | Dania | Czechy | Bułgaria | Armenia | Malta |
| -------- | ------ | ----- | ------ | -------- | ------- | ----- |
| Włochy   | X      | 3:1   | 2:1    | 1:0      | 2:2     | 2:0   |
| Dania    | 2:2    | X     | 0:0    | 1:1      | 0:4     | 6:0   |
| Czechy   | 0:0    | 0:3   | X      | 0:0      | 1:2     | 3:1   |
| Bułgaria | 2:2    | 1:1   | 0:1    | X        | 1:0     | 6:0   |
| Armenia  | 1:3    | 0:1   | 0:3    | 2:1      | X       | 0:1   |
| Malta    | 0:2    | 1:2   | 1:4    | 1:2      | 0:1     | X     |

## Eliminacje doMistrzostw Europy w Piłce Nożnej 2016

### Grupa I
| Zespół     | Pkt | M | W | R | P | Br+ | Br− | +/− |
| ---------- | --- | - | - | - | - | --- | --- | --- |
| Portugalia | 21  | 8 | 7 | 0 | 1 | 11  | 5   | +6  |
| Albania    | 14  | 8 | 4 | 2 | 2 | 10  | 5   | +5  |
| Dania      | 12  | 8 | 3 | 3 | 2 | 8   | 5   | +3  |
| Serbia     | 4   | 8 | 2 | 1 | 5 | 8   | 13  | −5  |
| Armenia    | 2   | 8 | 0 | 2 | 6 | 5   | 14  | −9  |

|            | Portugalia | Dania | Serbia | Armenia | Albania |
| ---------- | ---------- | ----- | ------ | ------- | ------- |
| Portugalia | X          | 1:0   | 2:1    | 1:0     | 0:1     |
| Dania      | 0:1        | X     | 2:0    | 2:1     | 0:0     |
| Serbia     | 1:2        | 1:3   | X      | 2:0     | 0:3     |
| Armenia    | 2:3        | 0:0   | 1:1    | X       | 0:3     |
| Albania    | 0:1        | 1:1   | 0:2    | 2:1     | X       |

### Baraże
| 14 listopada 2015 | Szwecja · Forsberg 45' · Ibrahimović 50' (k) | 2:1(1:0)Raport | Dania · 80' Jørgensen | Friends Arena, Sztokholm Sędzia: Nicola Rizzoli |
|                   |                                              |                |                       |                                                 |

| 17 listopada 2015 | Dania · Poulsen 81' · Vestergaard 90+1' | 2:2(0:1)Raport | Szwecja · 19', 76' Ibrahimović | Telia Parken, Kopenhaga Sędzia: Martin Atkinson |
|                   |                                         |                |                                |                                                 |

## Eliminacje doMistrzostw Świata w Piłce Nożnej 2018

### Grupa E
| Zespół     | Pkt | M  | W | R | P | Br+ | Br− | +/− |
| ---------- | --- | -- | - | - | - | --- | --- | --- |
| Polska     | 25  | 10 | 8 | 1 | 1 | 28  | 14  | +14 |
| Dania      | 20  | 10 | 6 | 2 | 2 | 20  | 8   | +12 |
| Czarnogóra | 16  | 10 | 5 | 1 | 4 | 20  | 12  | +8  |
| Rumunia    | 13  | 10 | 3 | 4 | 3 | 9   | 9   | 0   |
| Armenia    | 7   | 10 | 2 | 1 | 7 | 10  | 26  | -16 |
| Kazachstan | 3   | 10 | 0 | 3 | 7 | 5   | 23  | -18 |

| Wygrany mecz gospodarzy   |
| Remis                     |
| Przegrany mecz gospodarzy |

|            | Rumunia | Dania | Polska | Czarnogóra | Armenia | Kazachstan |
| ---------- | ------- | ----- | ------ | ---------- | ------- | ---------- |
| Rumunia    | X       | 0:0   | 0:3    | 1:1        | 1:0     | 3:1        |
| Dania      | 1:1     | X     | 4:0    | 0:1        | 1:0     | 4:1        |
| Polska     | 3:1     | 3:2   | X      | 4:2        | 2:1     | 3:0        |
| Czarnogóra | 1:0     | 0:1   | 1:2    | X          | 4:1     | 5:0        |
| Armenia    | 0:5     | 1:4   | 1:6    | 3:2        | X       | 2:0        |
| Kazachstan | 0:0     | 1:3   | 2:2    | 0:3        | 1:1     | X          |

- Stan po zakończeniu eliminacji

### Baraże
| 11 listopada 2017 20:45 CET | Dania | 0:0(0:0)Raport | Irlandia | Parken, Kopenhaga Widzów: 36 189 Sędzia: Milorad Mažić |
|                             |       |                |          |                                                        |

| 14 listopada 2017 20:45 CET | Irlandia · Duffy 6' | 1:5(1:2) | Dania · 29' A. Christensen · 32', 63', 74' Eriksen · 90' (k) Bendtner | Aviva Stadium, Dublin Widzów: 50000 Sędzia: Szymon Marciniak |
|                             |                     |          |                                                                       |                                                              |

## Mistrzostwa Świata w Piłce Nożnej 2018

### Grupa C
| Zespół    | Pkt | M | W | R | P | Br+ | Br− | +/− |
| --------- | --- | - | - | - | - | --- | --- | --- |
| Francja   | 7   | 3 | 2 | 1 | 0 | 3   | 1   | +2  |
| Dania     | 5   | 3 | 1 | 2 | 0 | 2   | 1   | +1  |
| Peru      | 3   | 3 | 1 | 0 | 2 | 2   | 2   | 0   |
| Australia | 1   | 3 | 0 | 1 | 2 | 2   | 5   | −3  |

### 1/8 finału
| Mecz 52 1 lipca 2018 20:00 CEST                                             | Chorwacja · Mandžukić 4' | 1:1 po dogrywce k. 3:2(1:1, 1:1)Raport                                                  | Dania · 1' M. Jørgensen | Stadion Striełka, Niżny Nowogród Widzów: 40 851 Sędzia: Néstor Pitana |
|                                                                             |                          |                                                                                         |                         |                                                                       |
|                                                                             |                          | Rzuty karne                                                                             |                         |                                                                       |
| Milan Badelj · Andrej Kramarić · Luka Modrić · Josip Pivarić · Ivan Rakitić |                          | Christian Eriksen · Simon Kjær · Michael Krohn-Dehli · Lasse Schöne · Nicolai Jørgensen |                         |                                                                       |

## Eliminacje doMistrzostw Europy w Piłce Nożnej 2020
| Zespół     | Pkt | M | W | R | P | Br+ | Br− | +/− |
| ---------- | --- | - | - | - | - | --- | --- | --- |
| Szwajcaria | 17  | 8 | 5 | 2 | 1 | 19  | 6   | +13 |
| Dania      | 16  | 8 | 4 | 4 | 0 | 23  | 6   | +17 |
| Irlandia   | 13  | 8 | 3 | 4 | 1 | 7   | 5   | +2  |
| Gruzja     | 8   | 8 | 2 | 2 | 4 | 7   | 11  | -4  |
| Gibraltar  | 0   | 8 | 0 | 0 | 8 | 3   | 31  | -28 |

|            | Szwajcaria | Dania | Irlandia | Gruzja | Gibraltar |
| ---------- | ---------- | ----- | -------- | ------ | --------- |
| Szwajcaria | X          | 3:3   | 2:0      | 1:0    | 4:0       |
| Dania      | 1:0        | X     | 1:1      | 5:1    | 6:0       |
| Irlandia   | 1:1        | 1:1   | X        | 1:0    | 2:0       |
| Gruzja     | 0:2        | 0:0   | 0:0      | X      | 3:0       |
| Gibraltar  | 1:6        | 0:6   | 0:1      | 2:3    | X         |

## Eliminacje do Mistrzostw Świata w Piłce Nożnej 2022
| Lp. | Drużyna     | M  | Mecze | Mecze | Mecze | Bramki | Bramki | Bramki | Pkt |
| Lp. | Drużyna     | M  | W     | R     | P     | +      | −      | +/−    | Pkt |
| --- | ----------- | -- | ----- | ----- | ----- | ------ | ------ | ------ | --- |
| 1.  | Dania       | 10 | 9     | 0     | 1     | 27     | 3      | +24    | 27  |
| 2.  | Szkocja     | 10 | 7     | 2     | 1     | 17     | 7      | +10    | 23  |
| 3.  | Izrael      | 10 | 5     | 1     | 4     | 21     | 17     | +4     | 16  |
| 4.  | Austria     | 10 | 5     | 1     | 4     | 17     | 15     | +2     | 16  |
| 5.  | Wyspy Owcze | 10 | 1     | 1     | 8     | 6      | 20     | −14    | 4   |
| 6.  | Mołdawia    | 10 | 0     | 1     | 9     | 5      | 30     | −25    | 1   |

|             | Dania | Austria | Szkocja | Izrael | Wyspy Owcze | Mołdawia |
| ----------- | ----- | ------- | ------- | ------ | ----------- | -------- |
| Dania       | X     | 1:0     | 2:0     | 5:0    | 3:1         | 8:0      |
| Austria     | 0:4   | X       | 0:1     | 4:2    | 3:1         | 4:1      |
| Szkocja     | 2:0   | 2:2     | X       | 3:2    | 4:0         | 1:0      |
| Izrael      | 0:2   | 5:2     | 1:1     | X      | 3:2         | 2:1      |
| Wyspy Owcze | 0:1   | 0:2     | 0:1     | 0:4    | X           | 2:1      |
| Mołdawia    | 0:4   | 0:2     | 0:2     | 1:4    | 1:1         | X        |

## Mistrzostwa Świata w Piłce Nożnej 2022
| Zespół    | Pkt | M | W | R | P | Br+ | Br− | +/− | FP |
| --------- | --- | - | - | - | - | --- | --- | --- | -- |
| Francja   | 6   | 3 | 2 | 0 | 1 | 6   | 3   | +3  | -1 |
| Australia | 6   | 3 | 2 | 0 | 1 | 3   | 4   | -1  | -5 |
| Tunezja   | 4   | 3 | 1 | 1 | 1 | 1   | 1   | 0   | -5 |
| Dania     | 1   | 3 | 0 | 1 | 2 | 1   | 3   | -2  | -5 |

| Mecz 6 22 listopada 2022 14:00 CET | Dania | 0:0(0:0)Raport | Tunezja | Education City Stadium, Ar-Rajjan Widzów: 42 925 Sędzia: César Arturo Ramos |
|                                    |       |                |         |                                                                             |

| Mecz 23 26 listopada 2022 17:00 CET | Francja · Mbappé 61', 86' | 2:1(0:0)Raport | Dania · 68' A. Christensen | Stadium 974, Doha Widzów: 42 860 Sędzia: Szymon Marciniak |
|                                     |                           |                |                            |                                                           |

| Mecz 37 30 listopada 2022 16:00 CET | Australia · Leckie 60' | 1:0(0:0)Raport | Dania | Al Janoub Stadium, Al-Wakra Widzów: 41 232 Sędzia: Mustapha Ghorbal |
|                                     |                        |                |       |                                                                     |

Dania zakończyła udział w turnieju na ostatnim miejscu w grupie.